# الطاقة في إيران

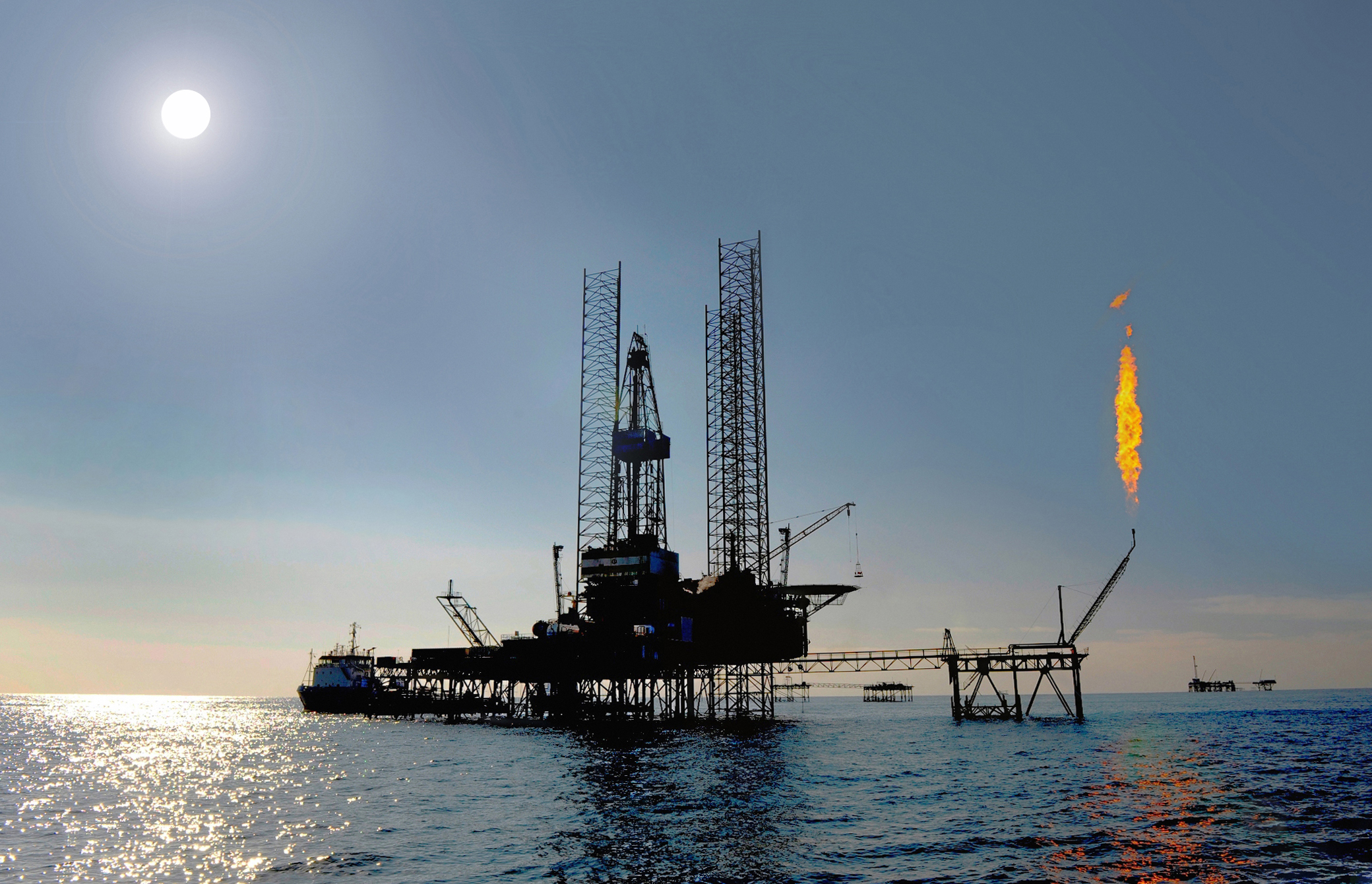
قم برفع منصة النفط في بحر قزوين

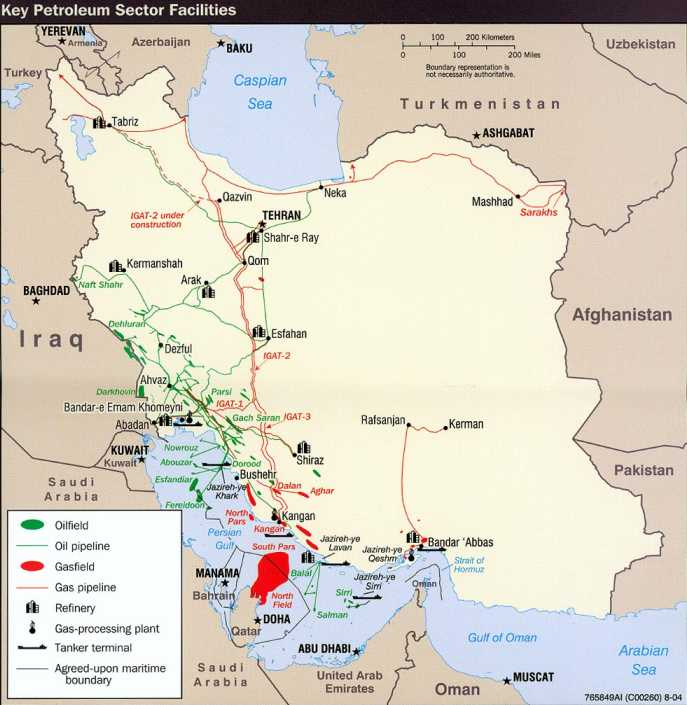
تمتلك إيران 10٪ من احتياطي النفط العالمي المثبت و 15٪ من الغاز. وهي ثاني أكبر مصدر للأوبك ورابع منتج للنفط في العالم.

إجمالي الاستهلاك الأولي في إيران بالوقود (2015).

تمتلك إيران رابع أكبر احتياطيات نفطية ( احتياطي زيت البترول ) وأكبر احتياطيات من الغاز الطبيعي في العالم،   وتعتبر قوة عظمى للطاقة . 

### نفط

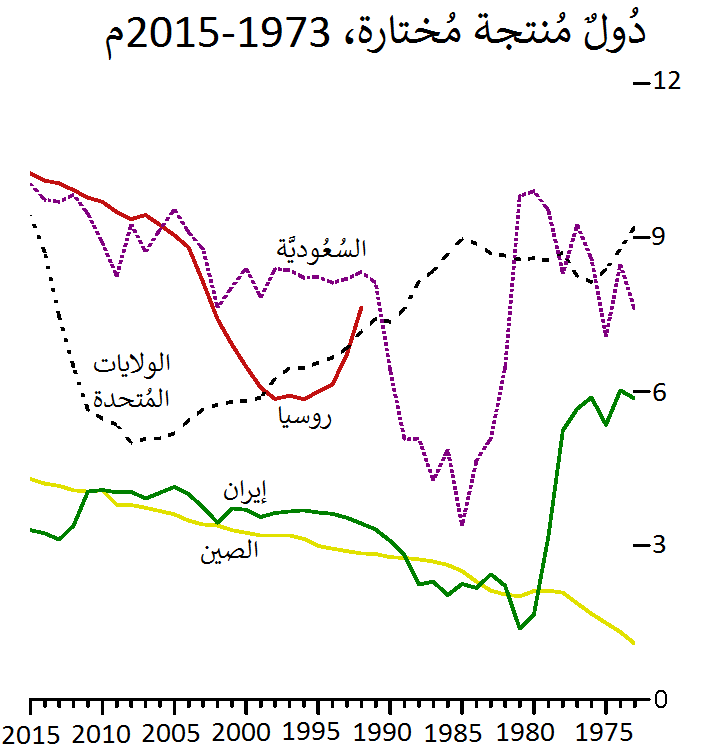
الدول المنتجة للنفط
(مليون برميل يوميا)

إنتاج النفط الإيراني والاستهلاك المحلي والصادرات

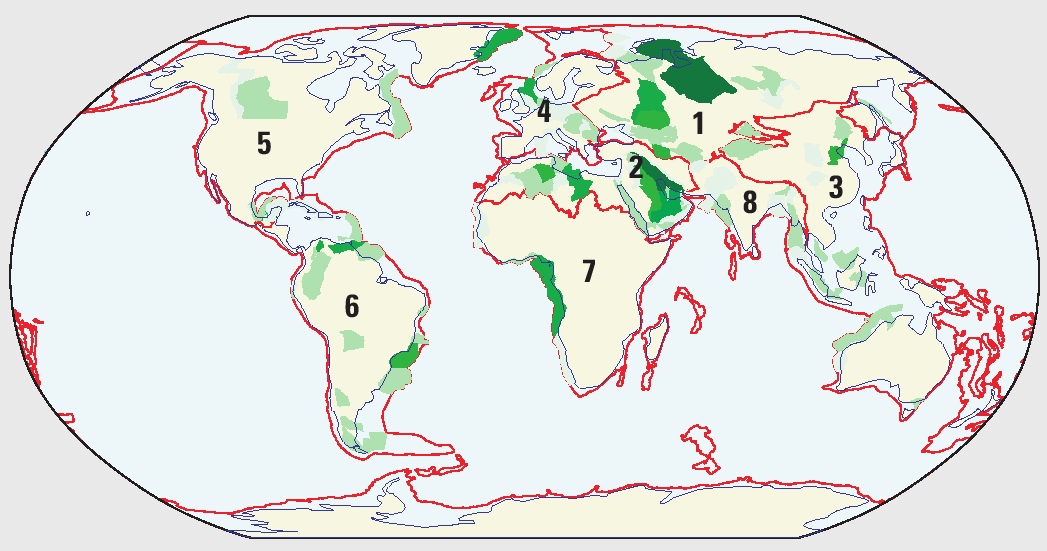
خريطة USGS للدول التي يوجد فيها النفط.

### غاز طبيعي

إنتاج الغاز الإيراني واستهلاكه المحلي وصادراته

### الطاقة النووية

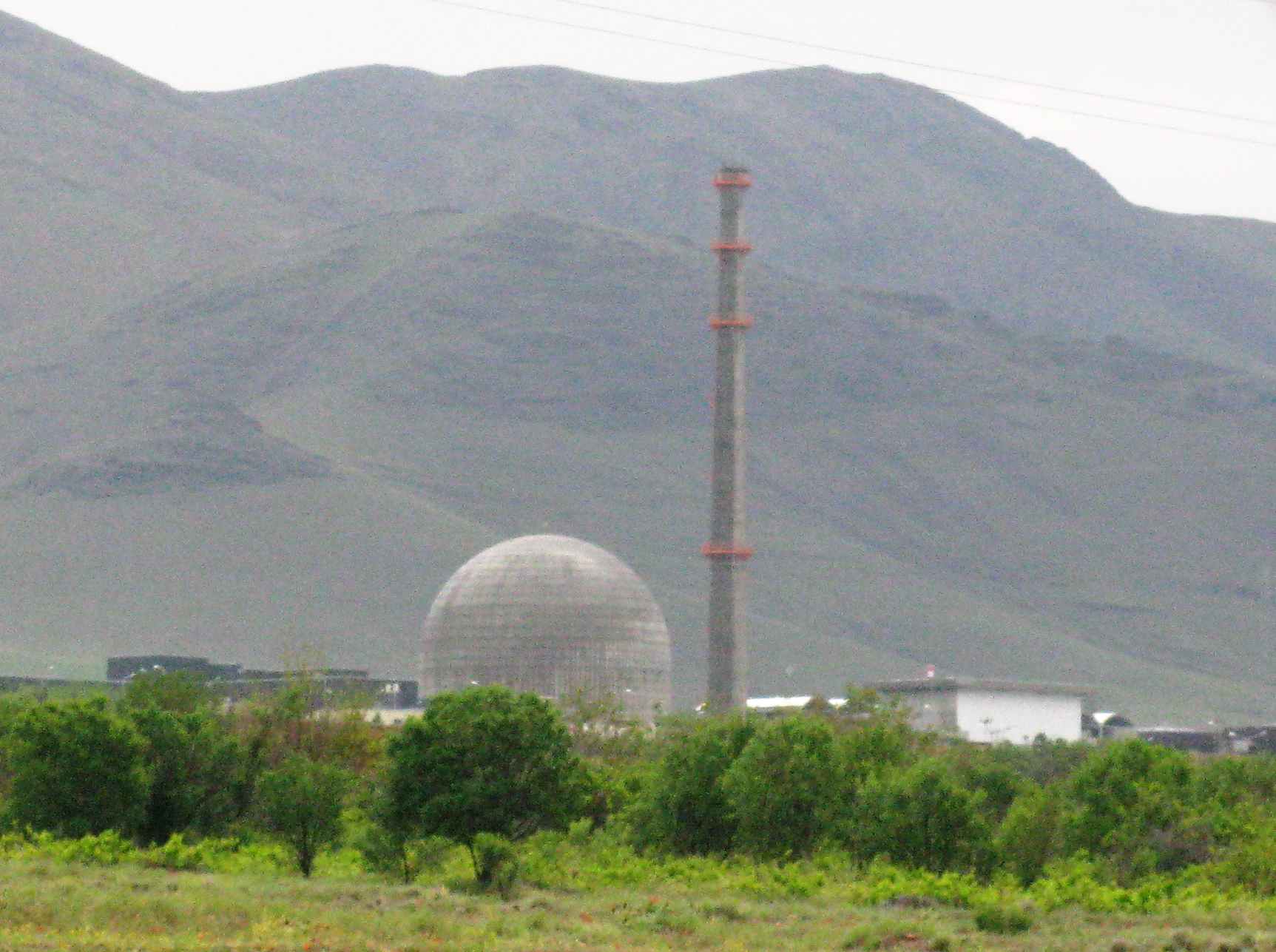
منشأة IR-40 في آراك

## كهرباء

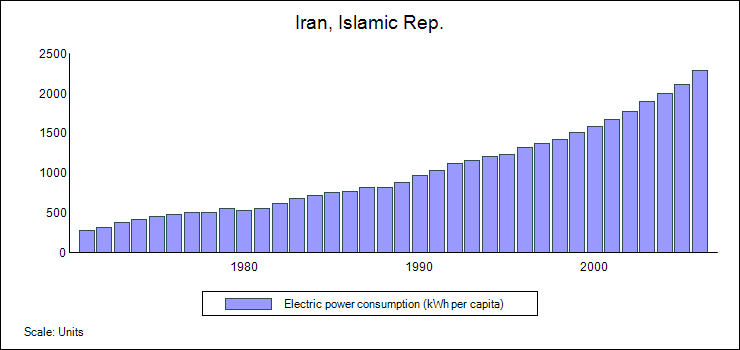
يبلغ استهلاك الطاقة في إيران 6.5 أضعاف المتوسط العالمي. تشير التقديرات إلى أن 18.5٪ من الكهرباء المولدة في إيران تهدر قبل أن تصل إلى المستهلكين بسبب مشاكل فنية. بلغ إهدار الطاقة الكهربائية 1.1 مليار دولار عام 2006.

محطة شازاند للطاقة

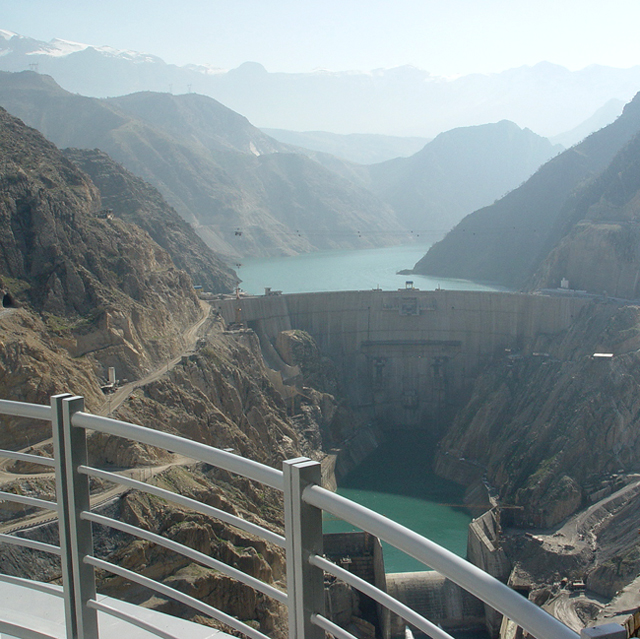
تم تشغيل السد Karun-3 ومحطة الطاقة الكهرومائية في إيران في عام 2005. برزت إيران كواحدة من أكبر بناة السدود في العالم في السنوات الأخيرة.

## الطلب الأساسي على الطاقة
- غاز: 55٪ (2008) [4]
- النفط: 42٪ (2008)
- الطاقة المائية: 2٪ (2008)

## الإعانات
- 84 مليار دولار للنفط والغاز والكهرباء (2008) [7]

## بيئة
- CO 2 الانبعاثات لكل فرد (طن متري): 624900000 طن (2011 بتوقيت شرق الولايات المتحدة. )
- الناتج المحلي الإجمالي لكل وحدة استخدام طاقة: 4.0 (2007) [8]
- نصيب الفرد من استخدام الطاقة (كيلوغرام من مكافئ النفط) (تعادل القوة الشرائية لعام 2005 لكل كيلوغرام من مكافئ النفط): 352 2 (2007)

## روابط خارجية
- باللغة الإنجليزية وزارة الطاقة الإيرانية - الموقع الرسمي
- باللغة الإنجليزية الطاقة المتجددة وكفاءة الطاقة في إيران - الموقع الرسمي
- باللغة الإنجليزية وزارة الشؤون الاقتصادية والمالية الإيرانية - الموقع الرسمي
- باللغة الإنجليزية وزارة الصناعة والمناجم والتجارة الإيرانية - الموقع الرسمي
- ملف إيران للطاقة - وكالة الطاقة الدولية
- المراجعات السنوية - تقارير البنك المركزي الإيراني ، بما في ذلك إحصاءات حول قطاع الطاقة في إيران.
- وزارة الطاقة الأمريكية - إيران
- دراسة موجزة عن القطاع والبيئة (2003)
- آثار أمن الطاقة على إيران في المرحلة الانتقالية
- Tavanir - منظمة توليد الطاقة الكهربائية الإيرانية
- ثورة أحمدي نجاد الغازية: خطة لهزيمة العقوبات الاقتصادية
- الوكالة الدولية للطاقة الذرية: الطاقة والكهرباء في إيران (2002)
- خرائط التشمس الشمسي

أشرطة فيديو
- الطاقة المتجددة في إيران - PressTV (2012)
- بورصة الطاقة الإيرانية - PressTV (2012)